# HW Волопаса
HW Волопаса (лат. HW Boötis) — карликовая новая*, двойная катаклизмическая переменная звезда типа U Близнецов (UG) в созвездии Волопаса на расстоянии приблизительно 1292 световых лет (около 396 парсеков) от Солнца. Видимая звёздная величина звезды — от +17,7m до +14,2m. Орбитальный период — около 92,7 минуты.

## Характеристики
Первый компонент — аккрецирующий белый карлик спектрального класса pec(UG). Масса — около 0,75 солнечной.
Второй компонент — красный карлик спектрального класса M. Масса — около 0,1 солнечной.